# Hong Kong Tennis Open 2023
Hong Kong Tennis Open 2023 (cunoscut și sub numele de Prudential Hong Kong Tennis Open din motive de sponsorizare) este un turneu profesionist de tenis care se joacă pe terenuri cu suprafață dură. Este cea de-a zecea ediție a turneului și face parte din turneele WTA 250 din circuitul WTA 2023. Are loc în Victoria Park, Hong Kong, în perioada 9–15 octombrie 2023. Aceasta va fi prima ediție a turneului desfășurată din 2018, deoarece edițiile intermediare au fost anulate din cauza  protestelor din Hong Kong 2019-2020, pandemiei de COVID-19 și a răspunsului WTA la dispariția lui Peng Shuai.

## Campioni

### Simplu
Pentru mai multe informații consultați Hong Kong Tennis Open 2023 – Simplu

### Dublu
Pentru mai multe informații consultați Hong Kong Tennis Open 2023 – Dublu

## Distribuția punctelor
| Probă  | C   | F   | SF  | QF | R16 | R32 | Q   | Q2  | Q1  |
| Simplu | 280 | 180 | 110 | 60 | 30  | 1   | 18  | 12  | 1   |
| Dublu  | 280 | 180 | 110 | 60 | 1   | N/A | N/A | N/A | N/A |